# Siminicea
Siminicea es una comuna ubicada en el distrito de Suceava, Rumania.

## Superficie
Posee una superficie de 39,39 kilómetros cuadrados.

## Demografía
Hasta 2021 la población era de 2595 habitantes, con una densidad de población de 65,88 habitantes por kilómetro cuadrado.